# Terrängkartan

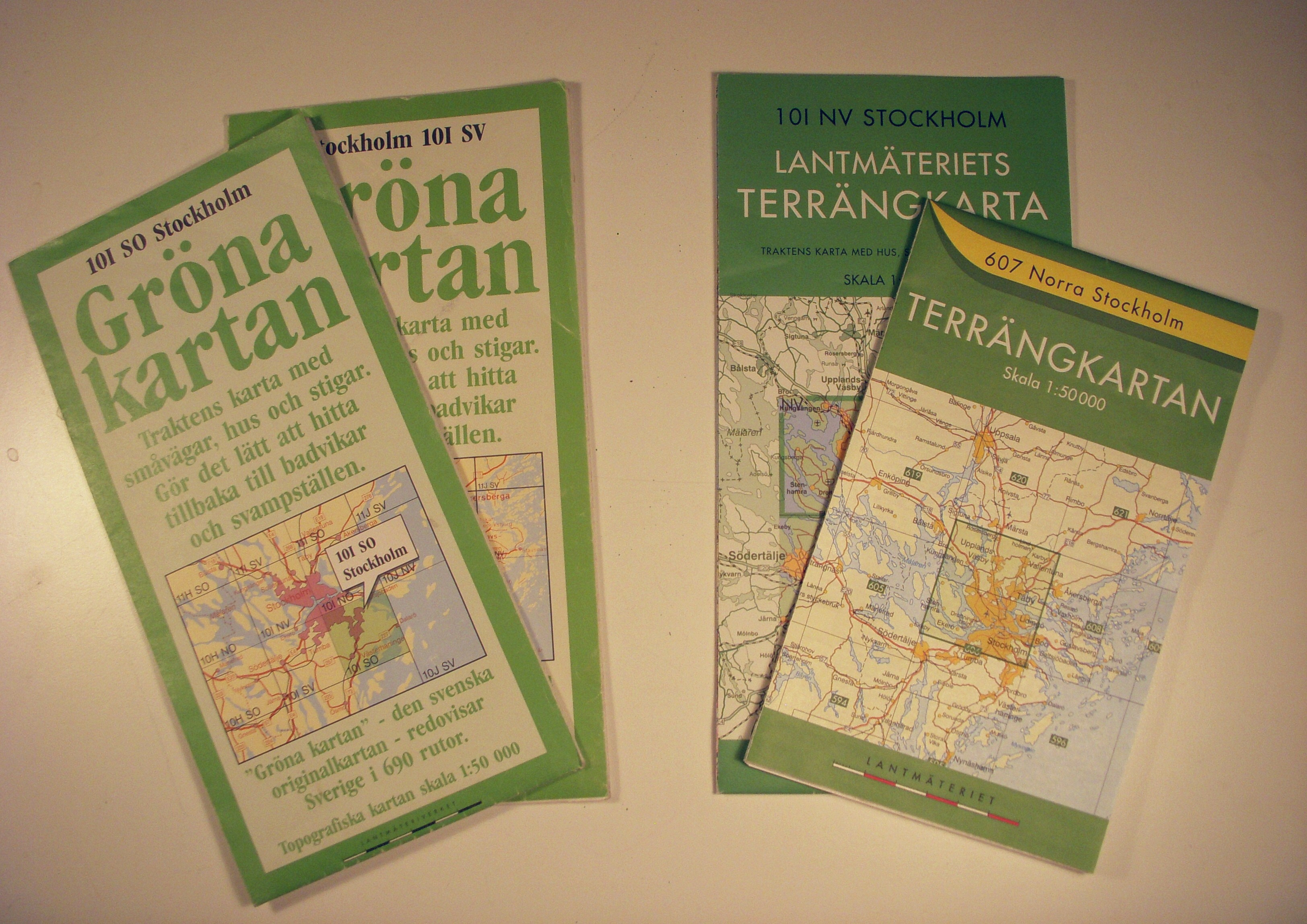
Lantmäteriets äldre ”Gröna kartan” och nyare ”Terrängkartan” över Stockholmstrakten.

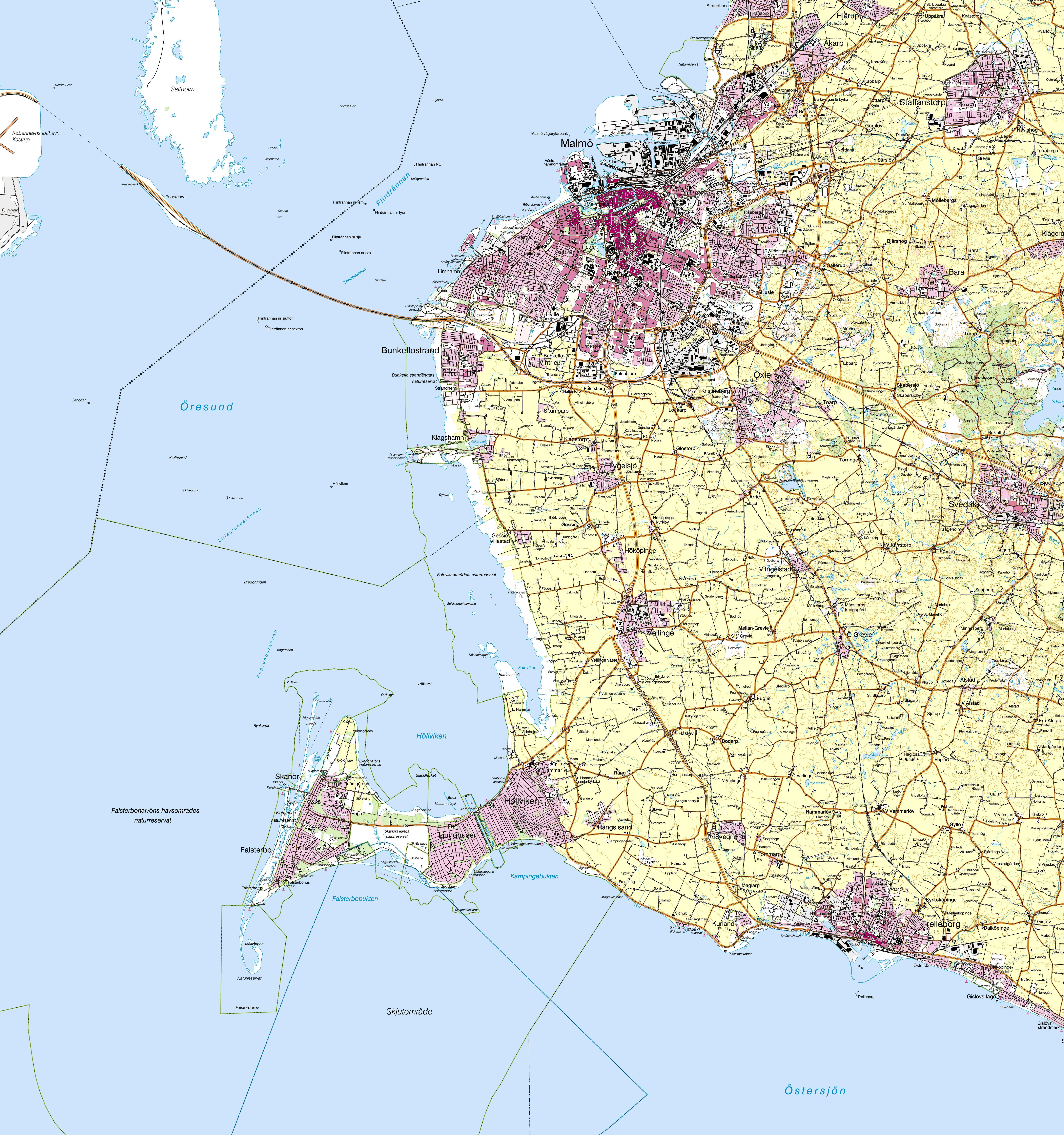
Del av den digitala versionen av Terrängkartan, sedan 2016 publicerad under fri licens. Utsnittet är över sydvästligaste Skåne.

Terrängkartan, eller Lantmäteriets terrängkarta, är ett produktnamn för en topografisk karta i skala 1:50 000 över Sverige som produceras av Lantmäteriet. Kartan visar terräng, bebyggelse och vägnät.

## Historik
Föregångaren till terrängkartan var Generalstabskartan. Generalstabskartan ersattes av färgkartan Topografisk karta över Sverige som utgavs första gången 1954–1979. Den ersattes under 1980-talet av Gröna kartan. I folkmun kallades den ofta fyrfärgskartan, den har också felaktigt kallats grönsaksbladet. (Grönsaksbladet var populärnamnet på den första fastighetskartan som endast hade en grön bottenfärg.) 1999 byttes namnet från Gröna kartan till Terrängkartan och i samband med revidering från år 2000 infördes successivt det nya namnet.
Tidigare omfattade terrängkartan 619 kartblad och täckte hela Sverige, utom Norrlands inland där det fanns en fjällversion i skala 1:100 000. Referensnätet var då RT 90 (svart), medan UTM-nätet är antytt (blått).
I samband med byte av referenssystem från RT 90 till SWEREF 99 samt införandet av koordinatsystemet SWEREF 99 TM gjordes kartindelningen för den tryckta kartan om och ett nytt större, dubbelsidigt kartformat infördes. Den nya kartindelningen omfattade 244 kartblad. Kartformatet är 75 × 80 cm som trycktes dubbelsidigt med en kartyta på 75x40cm på varje sida. Sedan 2018 har inte kartan tryckts av Lantmäteriet, utan finns endast i viss digital form.
Terrängkartan utkom, med början under 1960-talet, i en reviderad upplaga benämnd T3. Från början av 1980-talet utkom revideringen T4 som hade en bättre lägesnoggrannhet. Med början 1988 har man gett ut version T5 som trycks i sex färger och visar fler objektstyper.
Terrängkartan finns i digitala format till avancerade GIS-program eller till Lantmäteriets egenutvecklade program Kartex. Sedan 2016 är (den digitala versionen av) Terrängkartan tillgänglig under fri licens och som "Öppna data" (i praktiken en CC-licens).